# Szpital MSWiA w Złocieńcu
Szpital Ministerstwa Spraw Wewnętrznych i Administracji w Złocieńcu – szpital resortowy położony w sosnowo-bukowym lesie nad  jeziorem Kańsko w otulinie Drawskiego Parku Krajobrazowego około 5 km od Złocieńca. Zespół architektoniczno-urbanistyczny wraz z parkiem naturalistycznym, który obejmuje 2,4 ha, jest wpisany do rejestru zabytków.

## Oddziały Szpitala
Zakład Opieki Zdrowotnej Szpital Specjalistyczny MSWiA w Złocieńcu leczy pacjentów w trzech oddziałach:
- w Oddziale Rehabilitacji Wieloprofilowej,
- w Oddziale Rehabilitacji Kardiologicznej,
- w Oddziale Leczenia Zaburzeń Nerwicowych.

Dyrektorem szpitala jest (2024) Mariusz Talerczyk.